# Gin Game
Gin Game (The Gin Game) è un'opera teatrale del drammaturgo statunitense Donald L. Coburn, debuttato a Los Angeles nel 1976. La piece fu il primo lavoro di Coburn e vinse il Premio Pulitzer per la Drammaturgia.

## Trama
Weller Martin e Fonsia Dorsey, due anziani residenti di una casa di riposo, si incontrano sul portico. Dato che entrambi sembrano non avere altri amici, i due cominciano a fare conoscenza e Weller si offre di insegnare alla donna a giocare a gin rummy. Fonsia impara velocemente a Weller non riesce a vincere una singola partita, un fatto che comincia a urtare l'uomo.
Mentre giocano i due cominciano a parlare delle proprie vite e le conversazioni, come il gioco, si trasformano presto in una fiera competizione per umiliare l'altro esponendo le sue debolezze e umiliandolo per i suoi fallimenti.

## Produzioni
The Gin Game debuttò all'American Theatre Arts di Los Angeles nel 1976, per poi andare in scena a New Haven e Boston nei primi mesi del 1977. Il 6 ottobre 1977 The Gin Game debuttò a Broadway, con la regia di Mike Nichols e Hume Cronyn e Jessica Tandy nei ruoli dei due protagonisti. Il dramma rimase in scena per 517 repliche, fino al 31 dicembre 1978, vinse il Premio Pulitzer per la drammaturgia e il Tony Award alla miglior attrice protagonista in uno spettacolo a Jessica Tandy. Allo scadere dei contratti di Tandy e Cronyn, E.G. Marshall e Maureen Stapleton interpretarono Weller e Fonsia.
Nel 1997 il dramma fu riproposto a Broadway con la regia di Charles Nelson Reilly e Charles Durning e Julie Harris nelle parti dei due protagonisti.
Nel 1999 la prima produzione britannica andò in scena al Savoy Theatre di Londra con Joss Ackland e Dorothy Tutin.
Una nuova produzione va in scena a Broadway nel 2015, con James Earl Jones e Cicely Tyson.

## Rappresentazioni italiane
La prima italiana di Gin Game è stata il 1º luglio 1978 al Festival dei Due Mondi di Spoleto, regia di Giorgio De Lullo, scene di Pier Luigi Pizzi, traduzione di Enrico Medioli, con Paolo Stoppa e Franca Valeri.
Successivamente Gin Game è stato ripreso nel 1990, per regia di Gianfranco De Bosio, da Paolo Ferrari e Valeria Valeri e nel 2002, per regia di Piero Maccarinelli, da Massimo De Francovich e Valeria Moriconi.   